# 哈特穆特·毛雷尔
哈特穆特·毛雷尔 (Hartmut Maurer 1931年3月6日－)生于斯图加特市。德国当代著名公法学家。

## 生平
毛雷尔于图宾根大学和哥廷根大学学习法律。1954年和1959年分别在图宾根和斯图加特通过国家考试。1957年取得哥廷根大学法学博士，指导教授为Werner Weber。后于图宾根在德国国家法大师Günter Dürig处进行学术研究，1964年通过教授资格论文。
先后任教于萨尔布吕肯大学、柏林自由大学、洛桑大学、哥廷根大学和马尔堡大学。1969年成为马尔堡大学公法学正教授。1978年受聘于康斯坦茨大学任国家法、行政法及教会法教授。1999年4月1日退休。

## 主要著作
- 《行政法总论》， 2009年第17版
- 《国家法教科书I－国家组织法》， 2007年第5版